# بلدة إلم ميلز (كانساس)
بلدة إلم ميلز (بالإنجليزية: Elm Mills Township)‏ هي بلدة في مقاطعة باربر، كانساس، الولايات المتحدة الأمريكية. اعتبارًا من تعداد عام 2000، كان عدد سكانها 106 نسمة.

## روابط خارجية
- مدينة سيتي.كوم